# Never Forget My Love
| Recensione | Giudizio |
| ---------- | -------- |
| AllMusic   |          |

Never Forget My Love è l'ottavo album in studio della cantautrice britannica Joss Stone, pubblicato nel 2022.

## Tracce
Testi e musiche di David A. Stewart e Joss Stone.
1. Breaking Each Other's Hearts – 4:43
2. Never Forget My Love – 3:41
3. No Regrets – 3:43
4. Oh to Be Loved by You – 3:33
5. Love You Till the Very End – 4:40
6. You're My Girl – 4:14
7. The Greatest Secret – 5:00
8. Does It Have to Be Today – 3:52
9. You Couldn't Kill Me – 5:14
10. When You're in Love – 6:22

## Formazione
- Joss Stone – voce (tutte le tracce); cori (2–4, 6–10)
- Chad Cromwell – batteria (tutte); percussioni (2, 4, 5)
- Michael Rhodes – basso (tutte)
- Tom Bukovac – chitarra elettrica (tutte); chitarra acustica (8)
- Dan Dugmore – chitarra elettrica (1–4, 6–10); pedal steel guitar (5)
- Dave Stewart – chitarra acustica (1, 5, 6); chitarra elettrica (2, 6); chitarra acustica a 12 corde (9); cori (10)
- Mike Rojas – piano (1, 3, 5–10); Rhodes (2, 4); clavinet (2); B3 organo (3, 4, 6, 10); campane tubolari (4, 5, 8, 9); fisarmonica (5)
- Steve Herrman – tromba (1, 2, 4–6)
- John Hinchey – trombone (1, 2, 4–6)
- Jesse Samler – percussioni (1, 3, 9)
- Mike Bradford – percussioni (1, 3); chitarra acustica (track 3)
- David Davidson – violino (1–8, 10)
- David Angell – violino (1–8, 10)
- Jenny Bifano – violino (1–8, 10)
- Kristin Wilkinson – viola (1–8, 10)
- Monisa Angell – viola (1–8, 10)
- Carole Rabinowitz – violoncello (1–8, 10)
- Steve Patrick – tromba, flicorno (1, 3, 5, 7, 8)
- Jennifer Kummer – corno francese (1, 3, 5, 7, 8)
- Anna Spina – corno francese (1, 3, 5, 7, 8)
- Barry Green – trombone (1, 3, 5, 7, 8)
- Matt Jefferson – trombone (1, 3, 5, 7, 8)
- Sam Levine – flauto, clarinetto (1–3, 5, 7, 8)
- Tim Lauer – clavicembalo (1, 3); percussioni, celesta (1, 5); Mellotron (1)
- Artia Lockett – cori (2–4, 10)
- Shaneka Hamilton – cori (3, 4, 6, 8, 10)
- Theron "Therry" Thomas – cori (3, 4, 6, 8, 10)